# Castelnuovo Berardenga
Castelnuovo Berardenga település Olaszországban, Toszkána régióban, Siena megyében. A 351 méter magasságban fekvő település lakossága kb. 7000 fő. Lakosainak száma 8924 fő (2023. január 1.). Castelnuovo Berardenga Asciano, Bucine, Castellina in Chianti, Gaiole in Chianti, Monteriggioni, Radda in Chianti, Rapolano Terme és Siena községekkel határos.

## Fekvése
Siena északkeleti szomszédjában található.

## Története

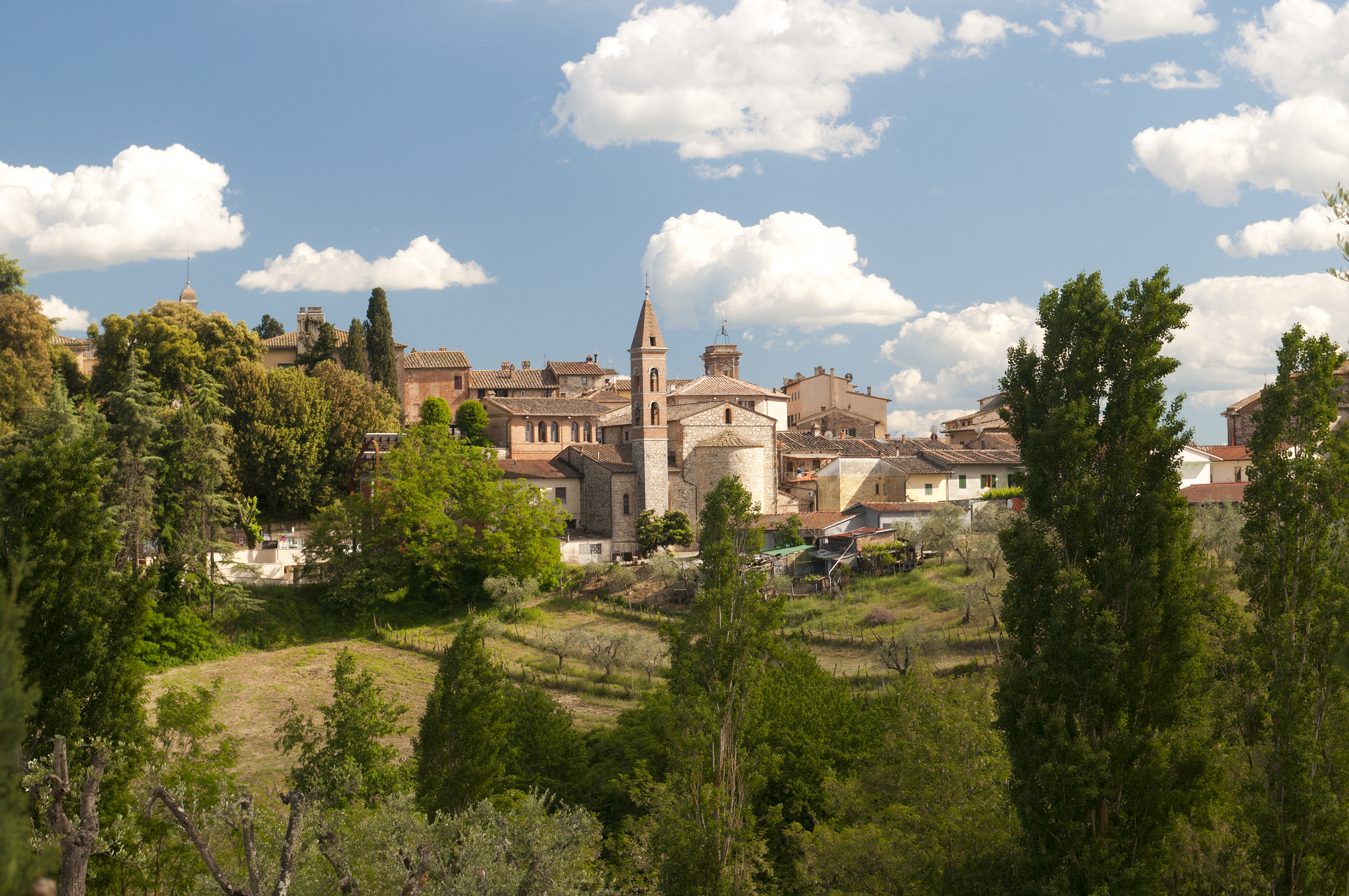

Az itt végzett régészeti kutatások szerint e helyen már a 6. században etruszk település állt. A később a 9. században az itt kialakult város nevét gróf Berardóról, Gróf Siena Guinigi leszármazottjáról kapta. Az ő családja költözött ide, amikor elvesztette az irányítást Siena felett. A 10. és a 13. században, Berardónak és leszármazottainak erős feudális hatalma volt a térségben, és egyúttal nagyszámú vár, például Campi, Capratusa, Caspreno, Chiesamonti, Dofana, Montalto, Montaperti, Orgiale, Pancole, Ripalta, Valcortese és Vitignano is uralmuk alatt volt, és olyan nagy hatalommal rendelkeztek, hogy az egész területet közismert nevén „Terra Berardingá”-nak (Berardinga földjének) nevezték.

## Galéria

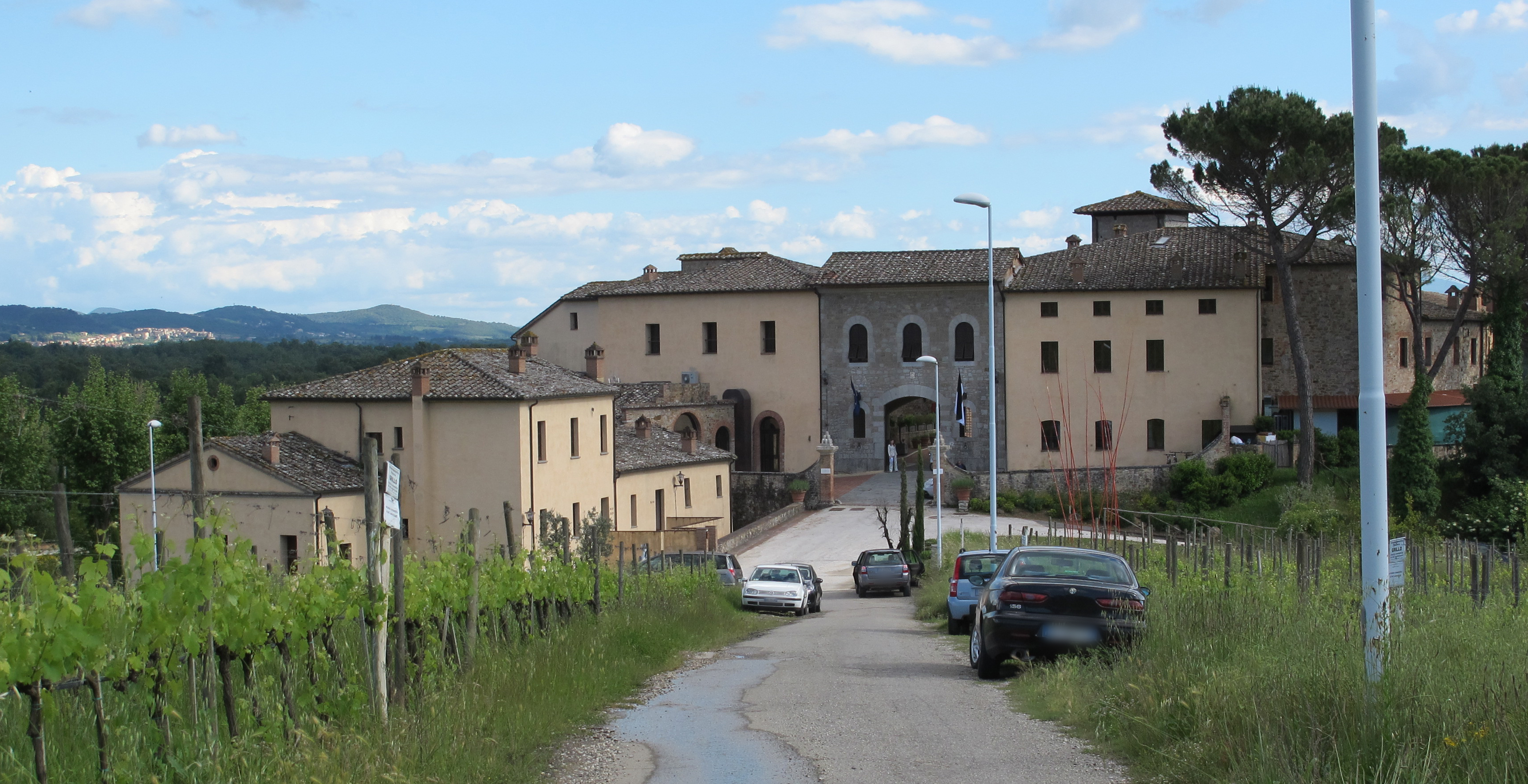
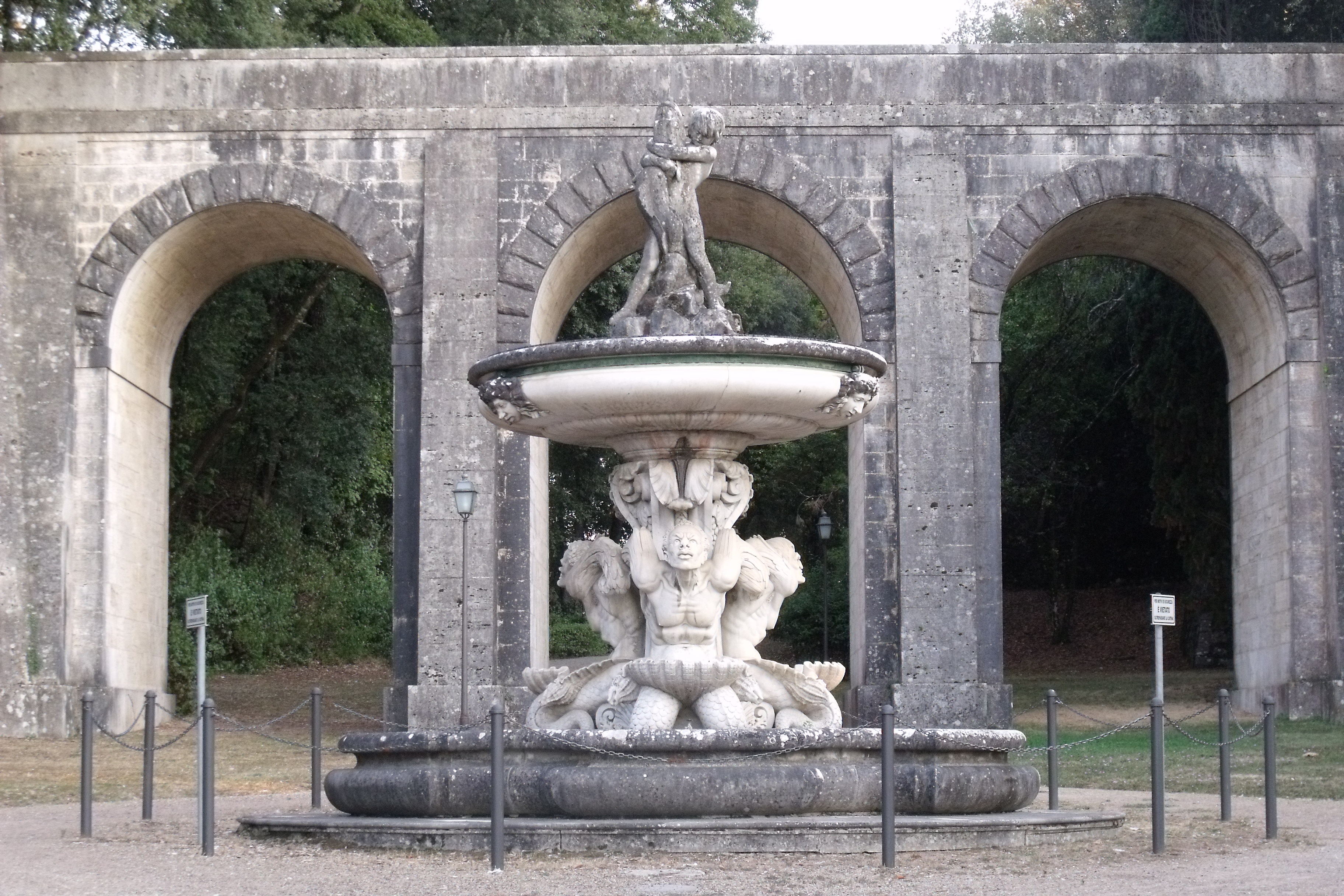
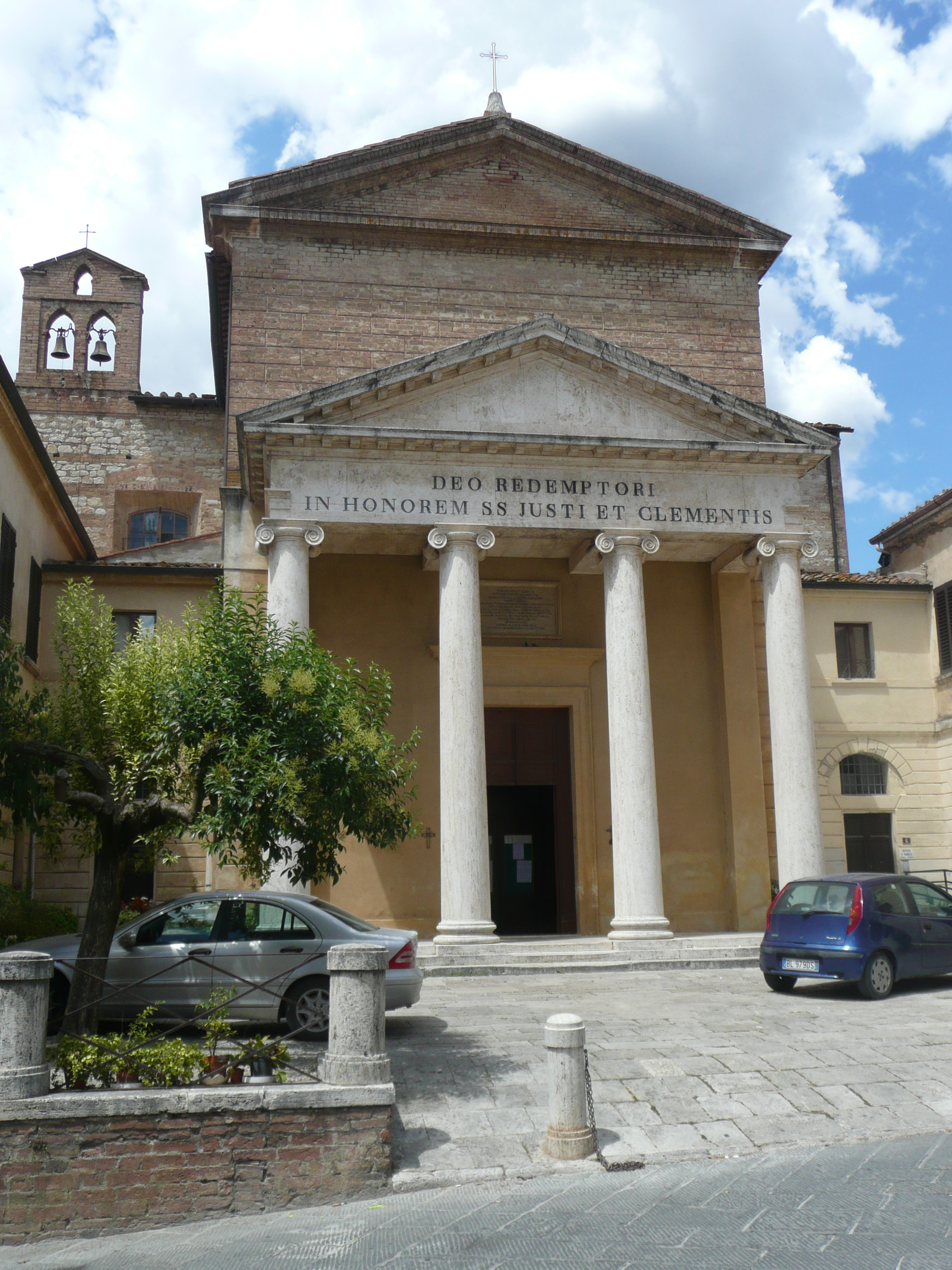
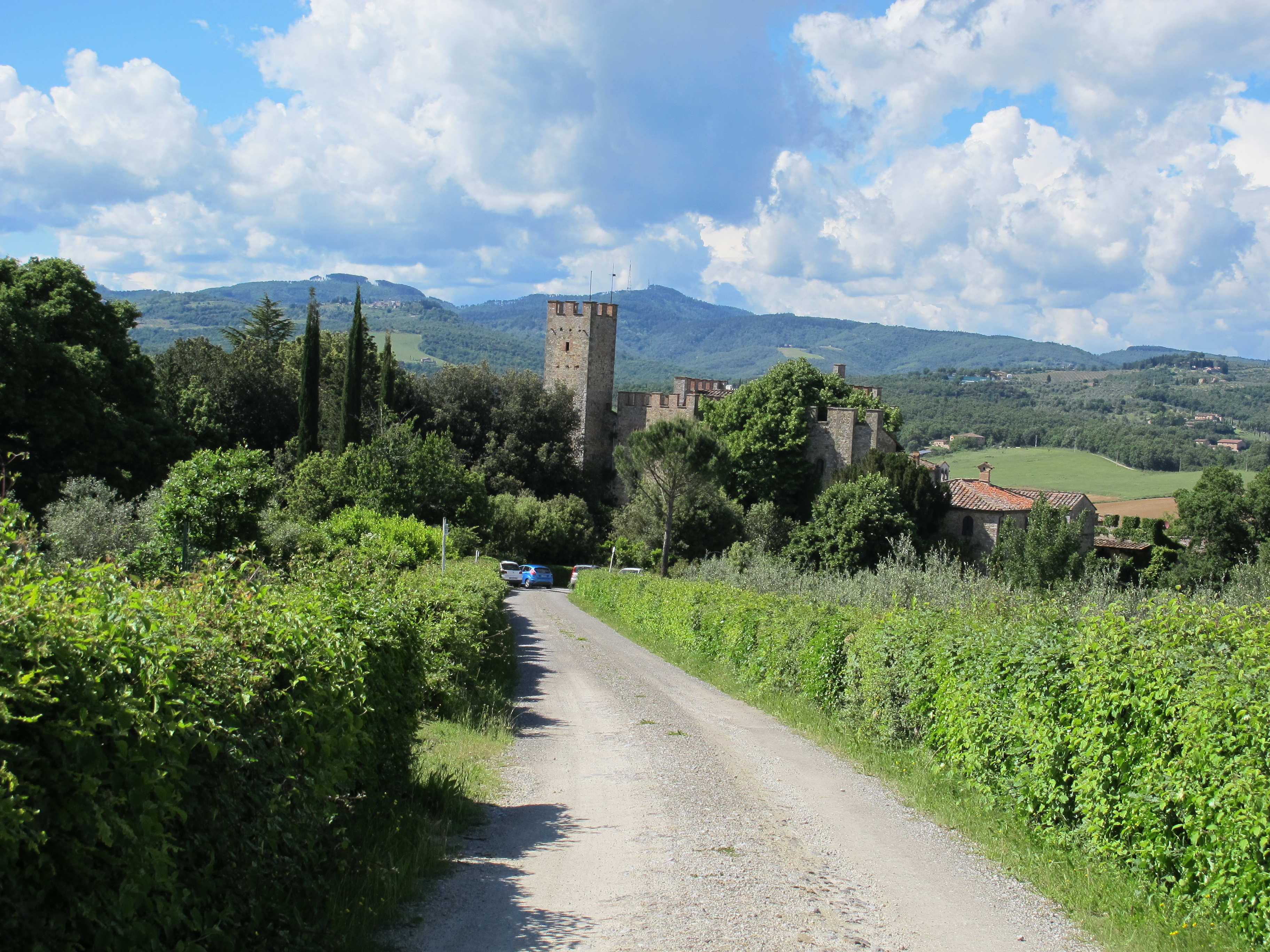
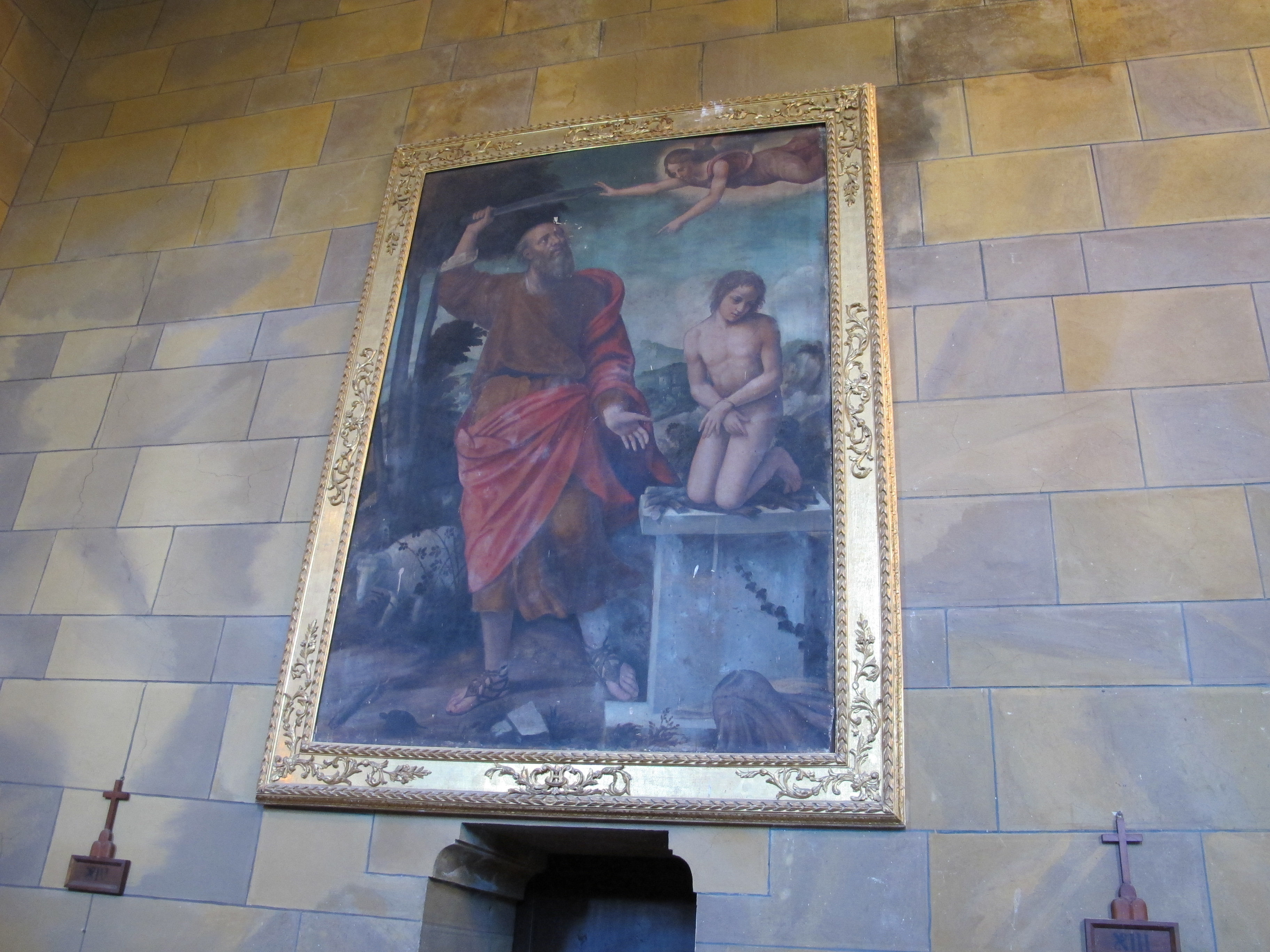
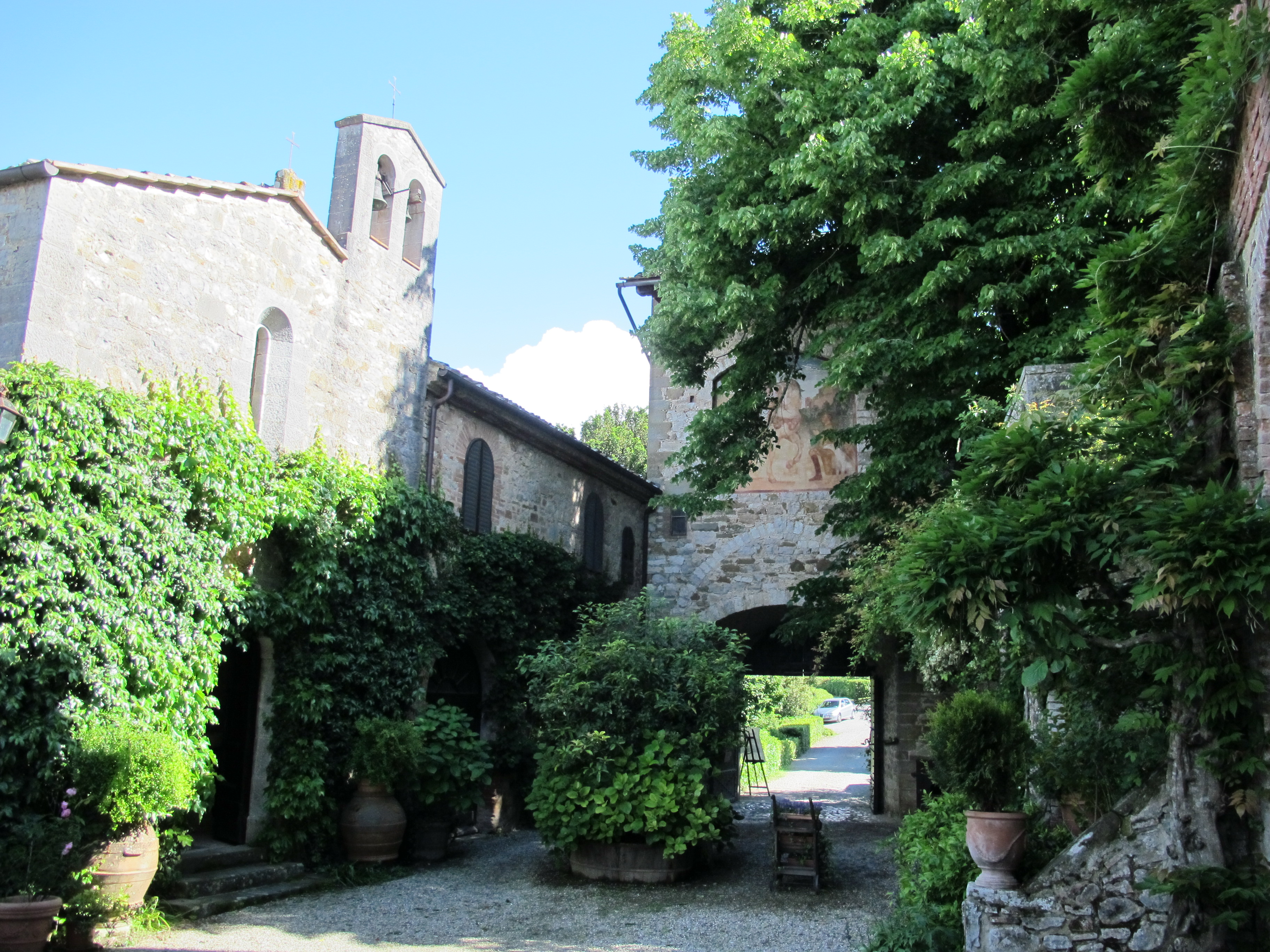
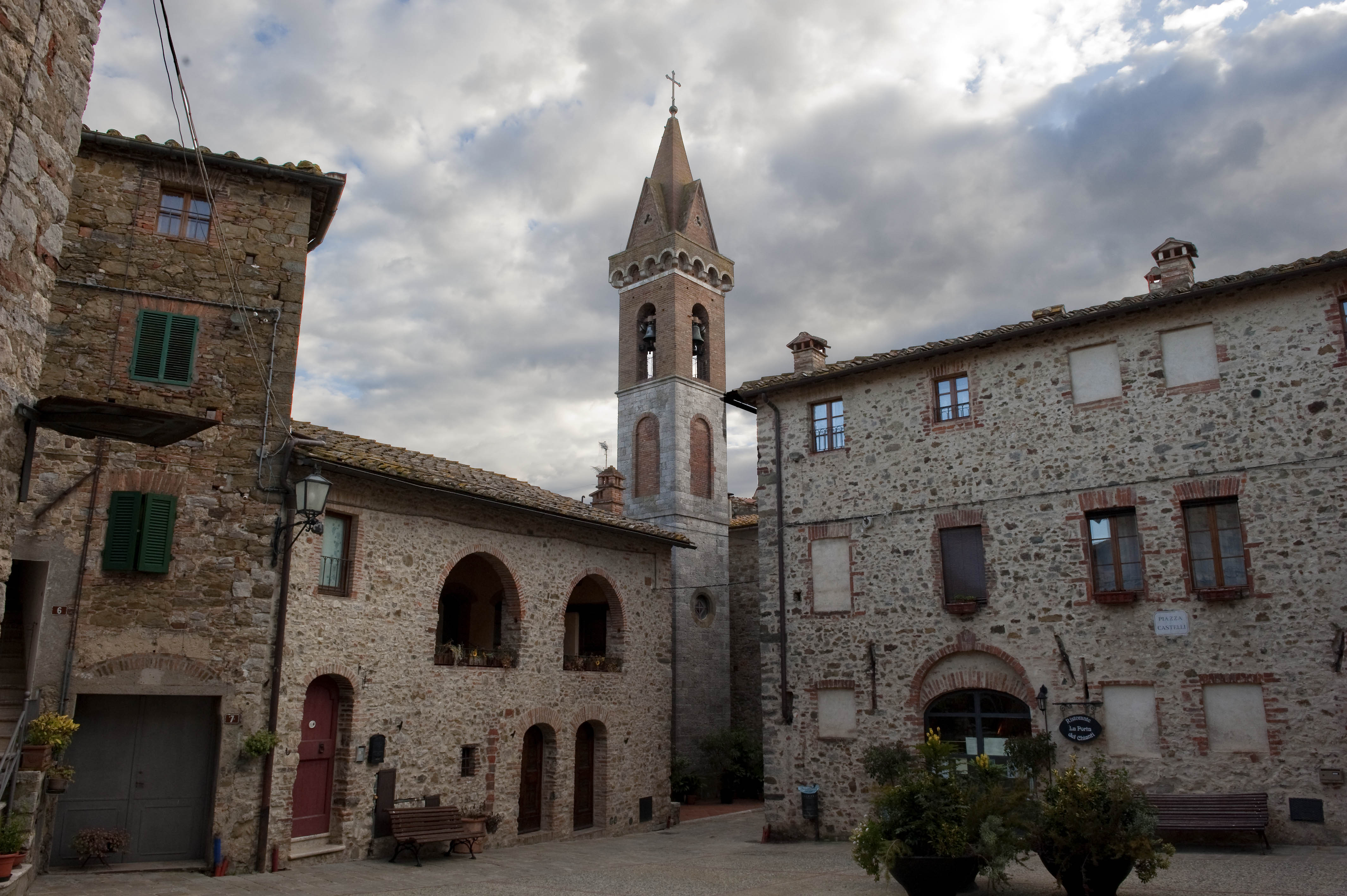
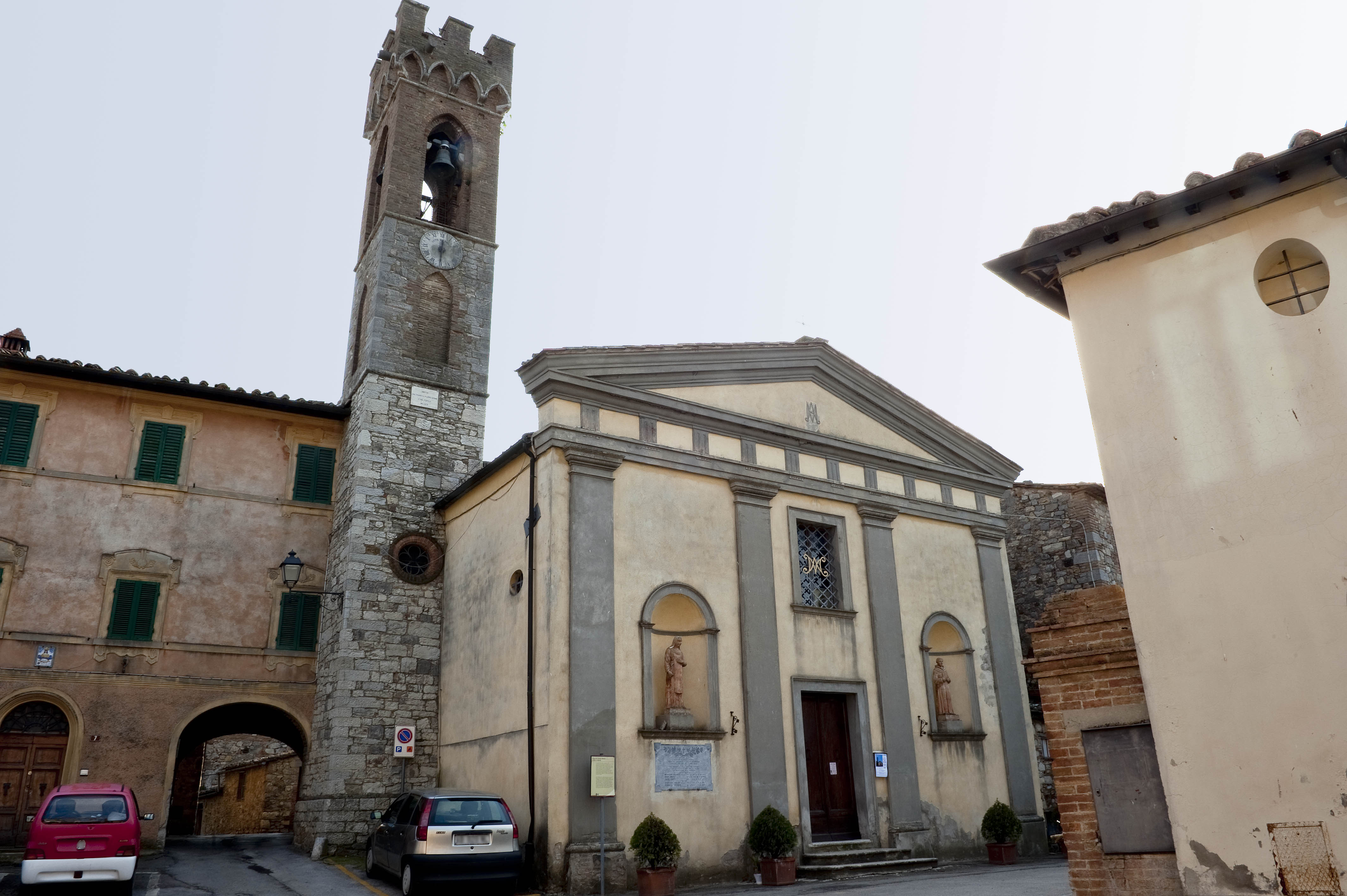
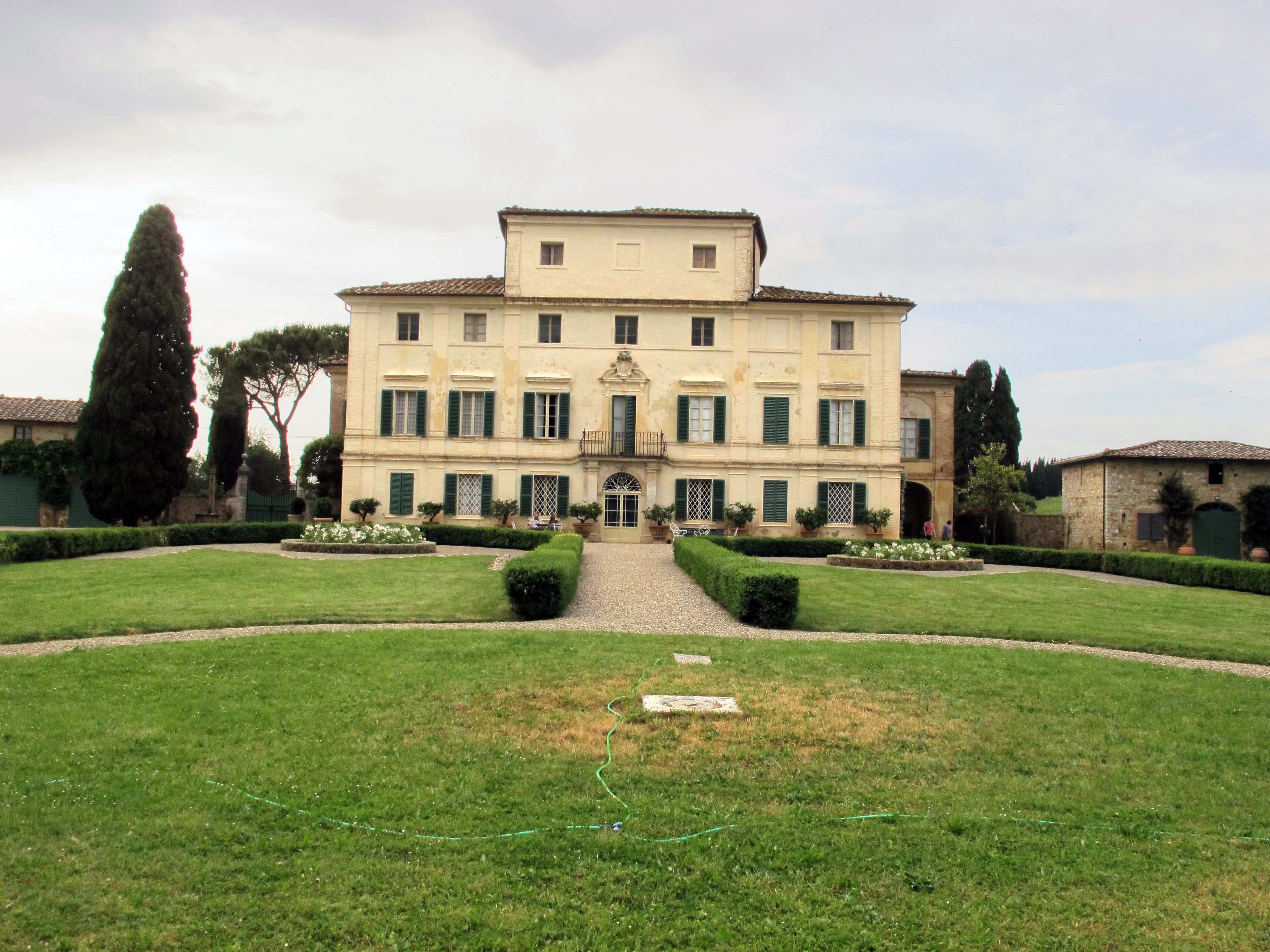
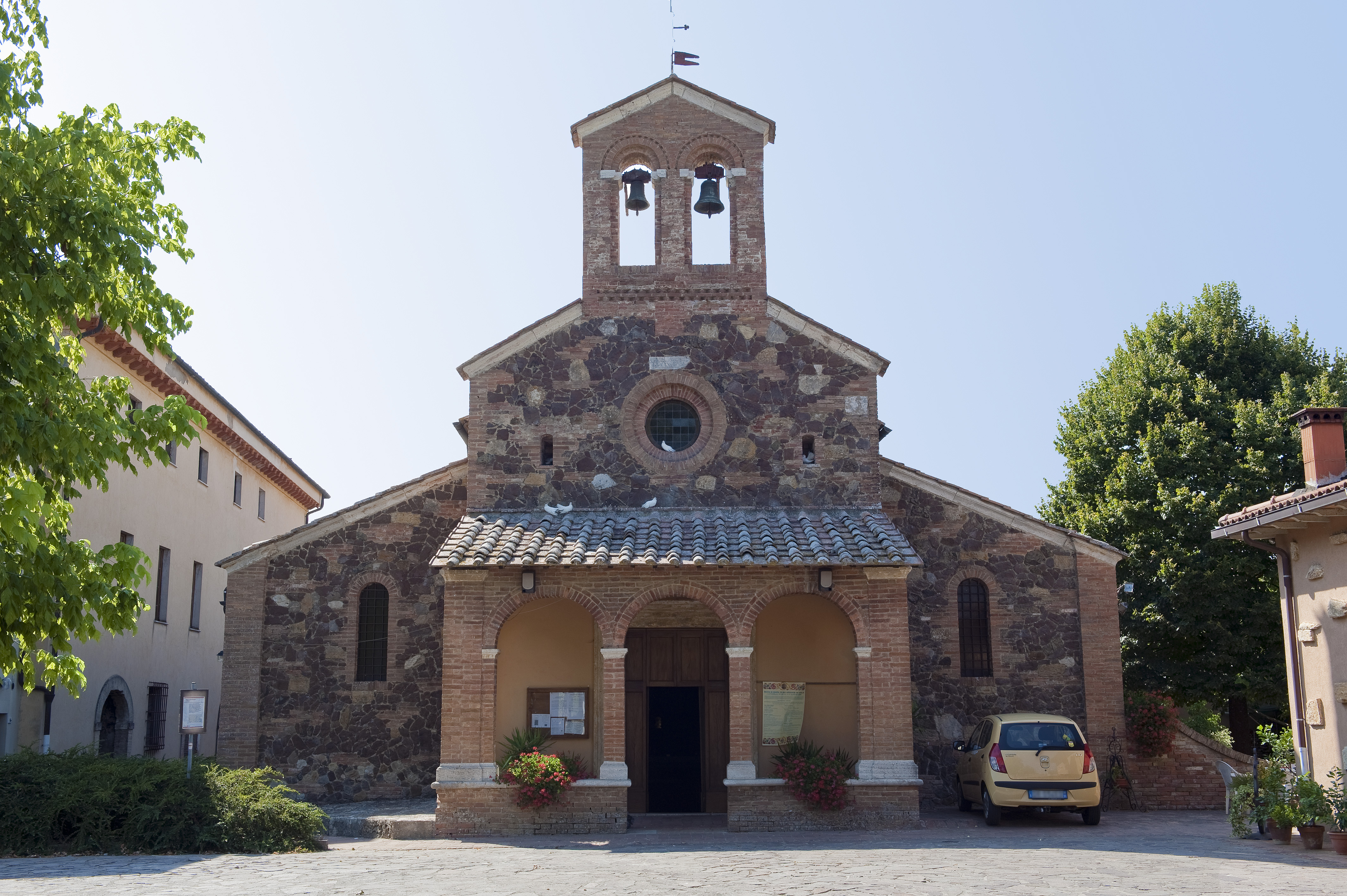
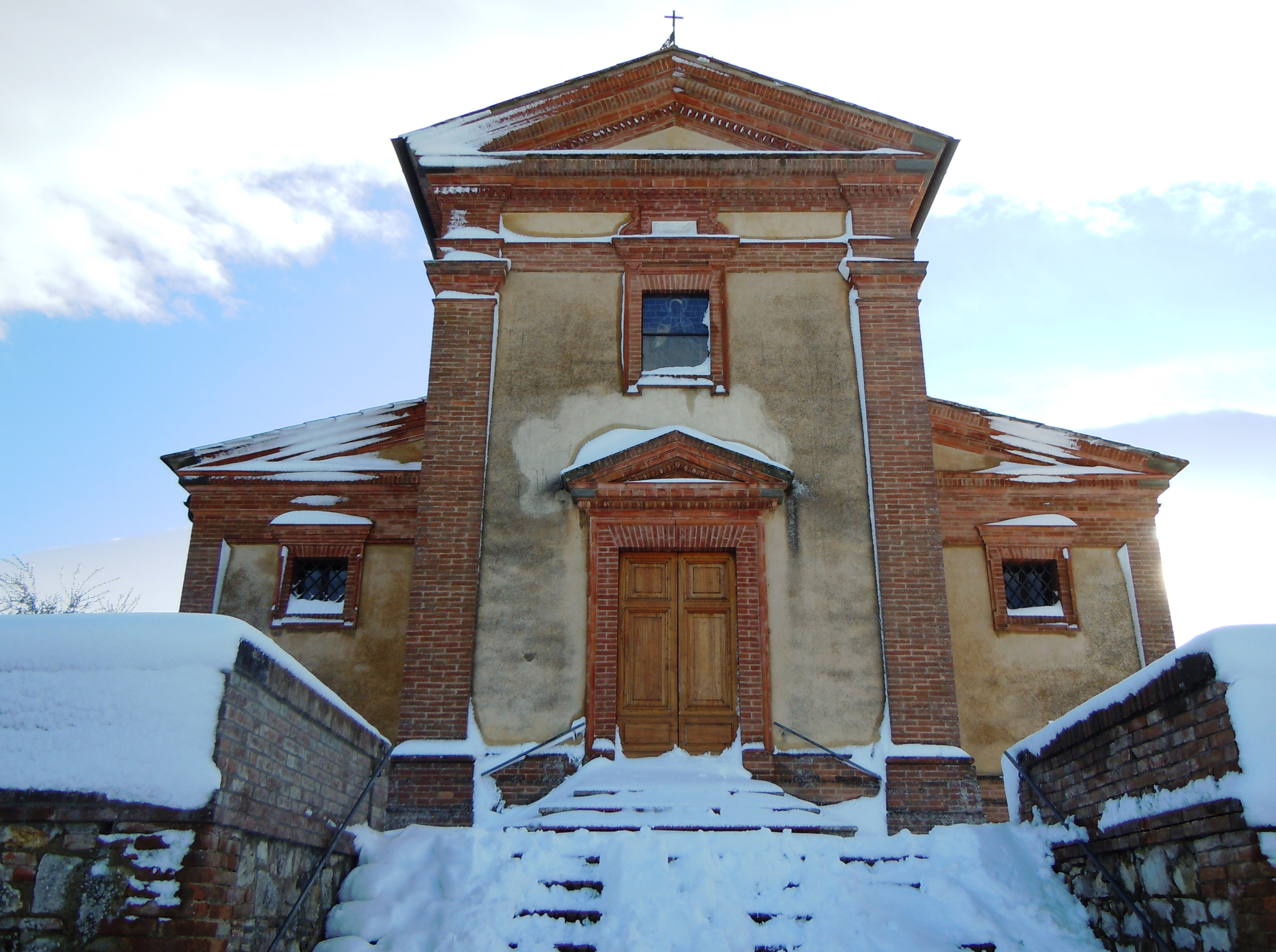
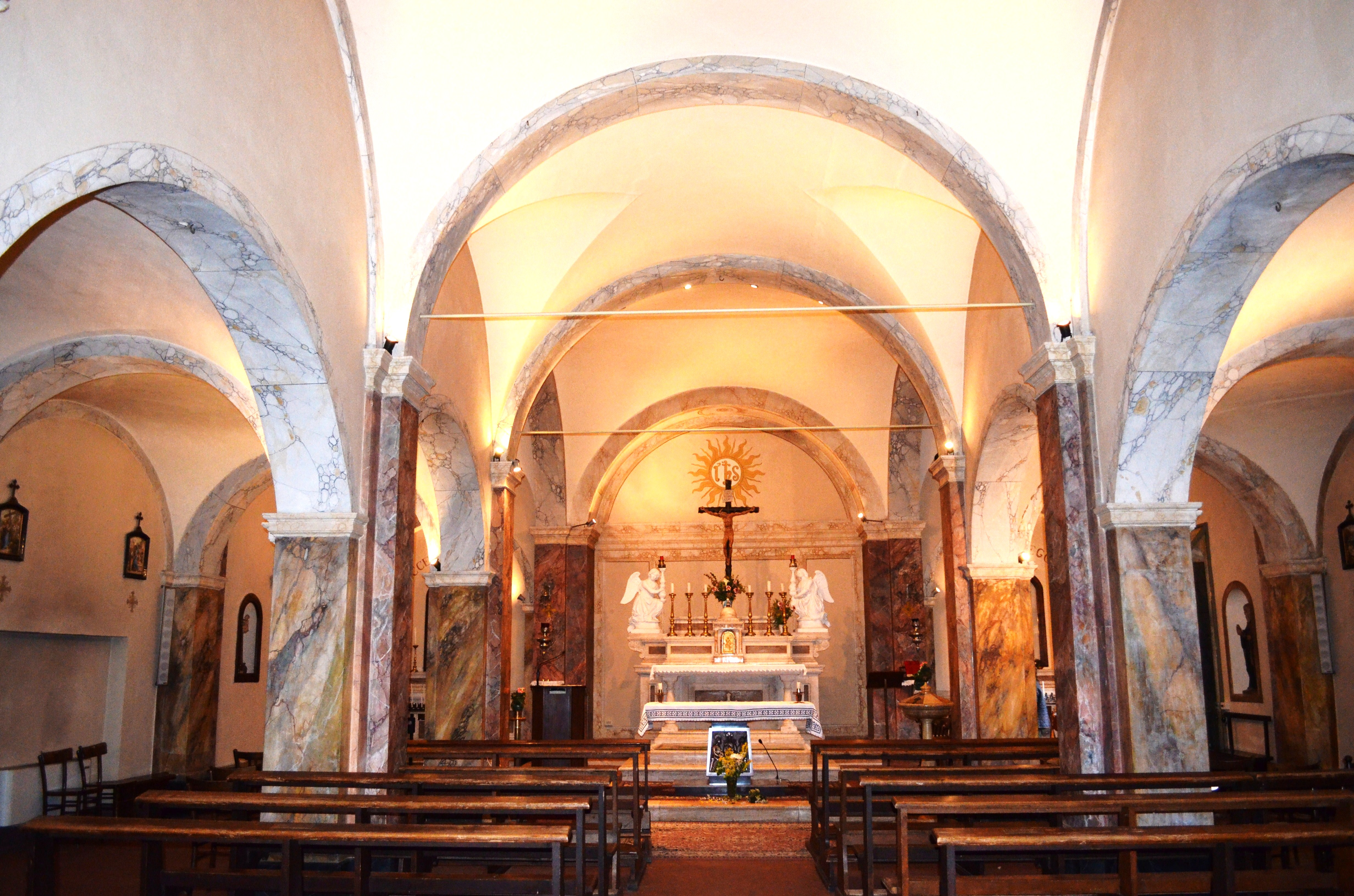

## Nevezetességek
- Villa Sesta
- Szt. Giusto templom
- Szt Kelemen templom